# Девід Карл Гілмерс
Девід Карл Гілмерс (англ. David Carl Hilmers; нар. 28 січня 1950) — астронавт НАСА. Здійснив чотири космічних польоти на шаттлах: STS-51-J (1985, «Атлантіс»), STS-26 (1988, «Дискавері»), STS-36 (1990, «Атлантіс»), STS-42 (1992, «Дискавері»), полковник КМП США.

## Особисті дані та освіта

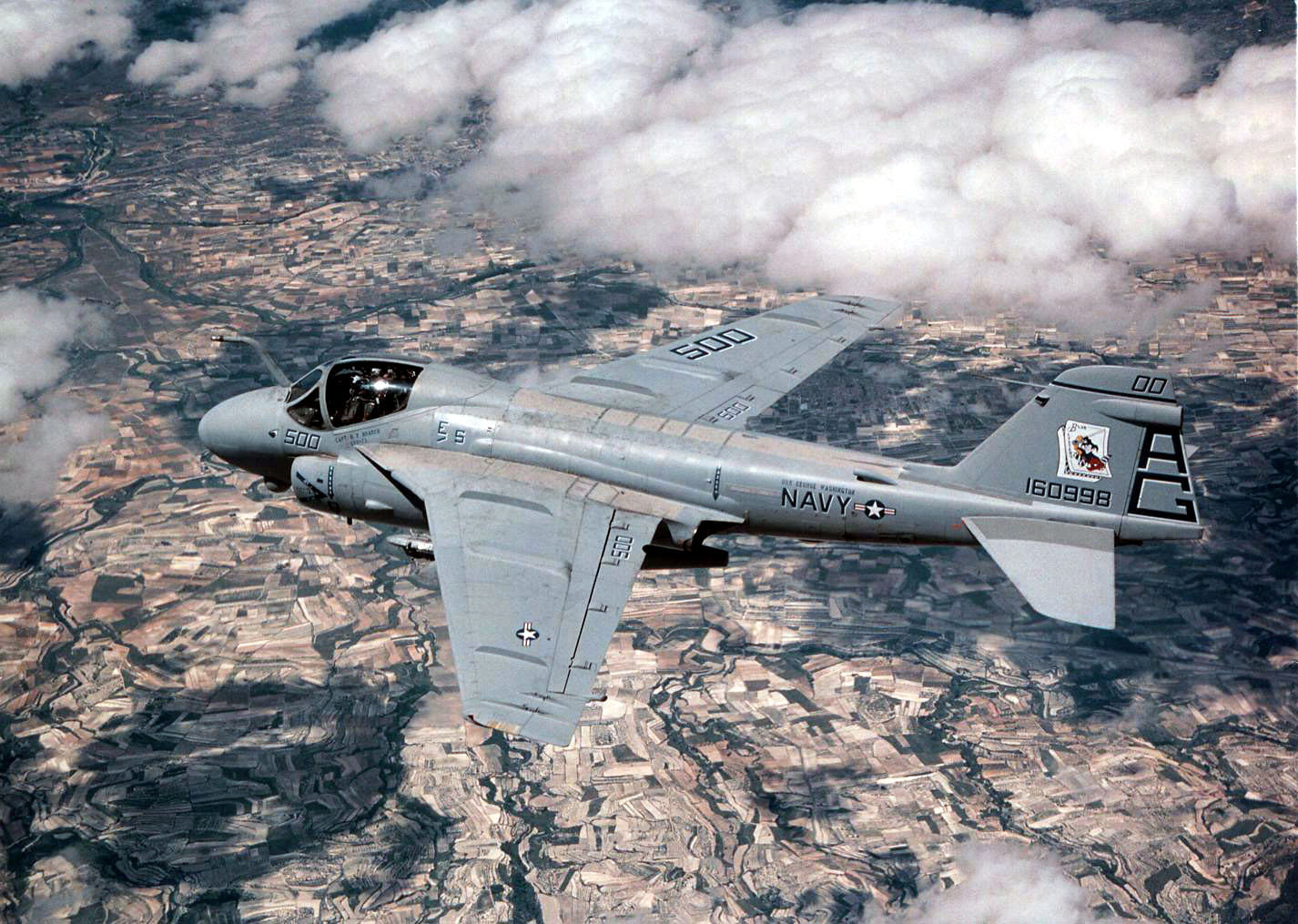
« A-6 Intruder» у польоті.

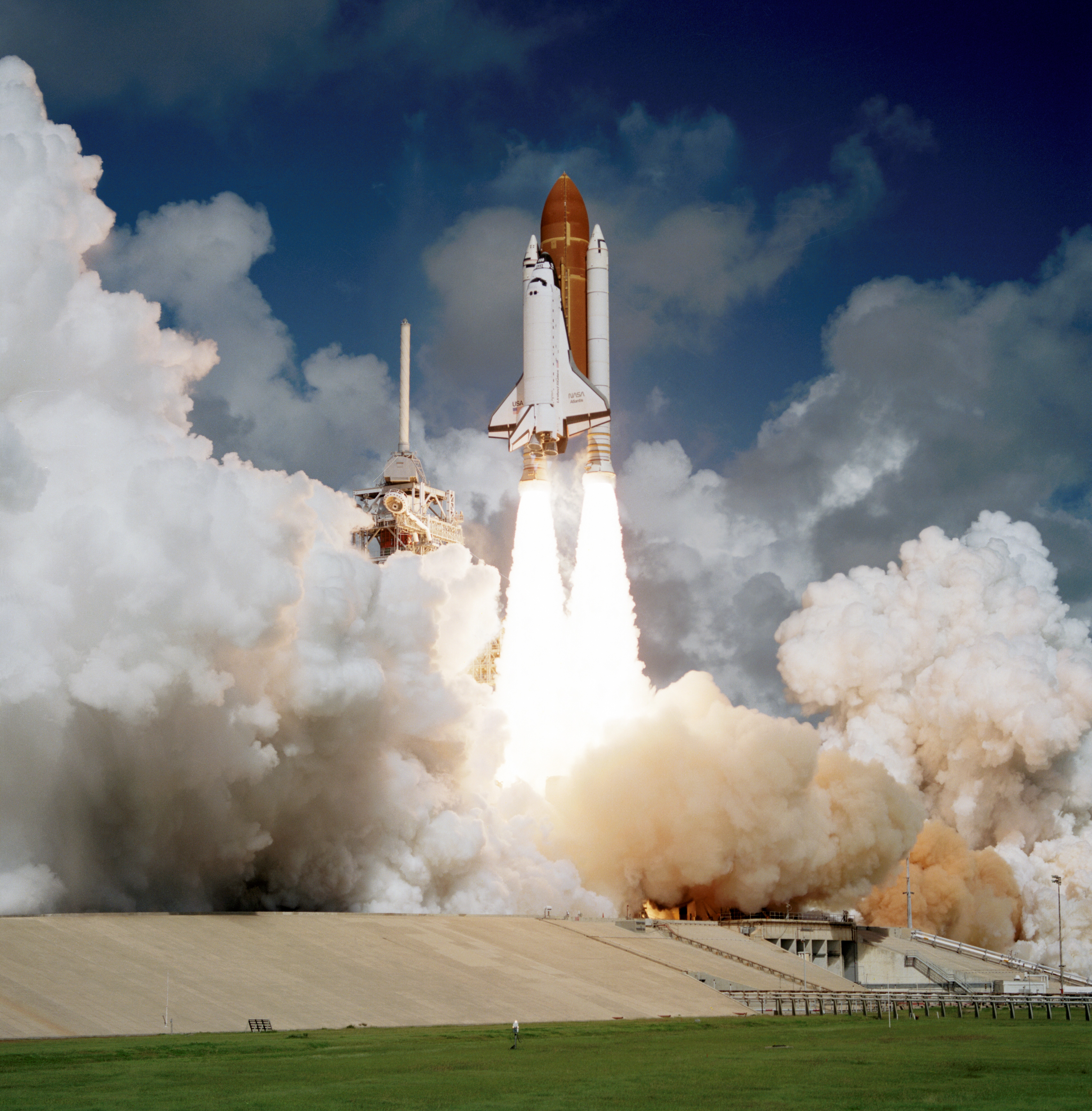
Перший старт шаттла «Атлантіс».

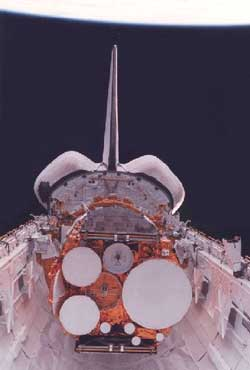
STS-51-J: Розсекречений знімок: супутники перед виведенням.

Девід Гілмерс народився 28 січня 1950 в місті Клінтон, штат Айова, але своїм рідним вважає місто Девітт в Айові, де в 1968 році закінчив середню школу. Одружений з Лінн (Бенеке) з міста Вінтон, штат Айова. У них двоє дорослих синів: Меттью (нар. 28.09.1976) і Деніел (нар. 10.08.1979). Він любить грати на фортепіано, займатися садівництвом, електронікою, проводити час зі своєю сім'єю, і всі види спорту. Його батько, Пол С. Гілмерс, проживав у місті Клінтон, штат Айова. Його мати, Матильда Гілмерс, проживала в місті Девітт в Айові. У 1972 році отримав ступінь бакалавр а з математики (диплом з відзнакою) в Корнельському приватному коледжі. У 1977 році отримав ступінь магістра наук в області електротехніки (з відзнакою). У 1978 році, ставши інженером-електроніком, закінчив Аспірантуру ВМС США.

## ДоНАСА
Гілмерс вступив на дійсну військову службу в Корпус морської піхоти (КМП) США в липні 1972 року. По закінченні Школи Морського корпусу (військово-морське училище) був призначений у 121-ю штурмову ескадрилью на авіабазу морської піхоти Черрі-Пойнт, штат Північна Кароліна. Літав на літаках A-6 Intruder, як штурман-бомбардир. У 1975 році він став офіцером Поста зв'язку 6-го Флоту в Середземному морі. Після закінчення Аспірантури Школи ВМС США в 1978 році був розподілений у 1-шу ескадрилью КМП в Івакуні, Японія. Пізніше був переведений в 3-тю ескадрилью морської піхоти на авіабазу в Ель-Торо, недалеко від міста Ірвайн, штат Каліфорнія, де й дізнався про запрошення до НАСА.

## Підготовка до космічних польотів
У липні 1980 року Гілмерс був зарахований до загону астронавт ів НАСА у складі дев'ятого набору. Почав проходження курсу загальнокосмічної підготовки з липня 1980 року. По її закінченні в серпні 1981 року отримав кваліфікацію «спеціаліст польоту» і призначення у Відділ астронавтів НАСА. C 1983 став призначатися дублером і до складу резервних екіпажїв. Його перші кроки в НАСА були пов'язані з тестуванням роботи верхніх ступенів, таких як PAM, ВМС і Кентавр, а також з налагодженням програмного забезпечення для Шаттлів (SAIL). Крім того, він був координатором підготовки астронавтів, працював з різними корисними навантаженнями в інтересах Міністерства оборони США, був оператором зв'язку з екіпажами в Центрі Управління під час польотів STS-41-D, STS-41-G, STS-51-А, STS-51-С, і STS-51-D. Вирішував питання з підготовки астронавтів до роботи на космічній орбітальної станції і служив як керівник Відділення планування польотів.

## Космічні польоти
- Перший політ — STS-51-J[3], шаттл «Атлантіс» (перший старт). З 3 по 7 жовтня 1985 року як спеціаліст польоту. Це другий запуск човника в інтересах Міністерства оборони США, на орбіту були виведені два військові супутники зв'язку «USA-11» і «USA-12» (типу DSCS-III). Тривалість польоту склала 4 діб 1 год. 46 хв.[4]

Ще в травні 1985 року, до свого першого польоту, був призначений в екіпаж STS-61F, який повинен був вивести на орбіту космічний апарат Улісс «англ. Ulysses». Для виведення цього апарата на міжпланетну траєкторію передбачалося використовувати розгінний блок «Кентавр» (як останній ступінь). Цей старт був запланований на травень 1986 р., але катастрофа шаттла «Челленджер» (STS-51-L) в січні 1986 року змінила всю сітку стартів, та й проект «Шаттл-Кентавр» був закритий у липні 1986 року. Протягом 1986 Гілмерс працював над питанням безпеки корисного навантаження при аварійному припиненні польоту на етапі виведення і передачею на борт (перезапису) програмного забезпечення. З 1987 року став готуватися до старту на STS-26 і займався розробкою спеціального програмного забезпечення для цього польоту.
- Другий політ — STS-26[5], шаттл «Дискавері». C 29 вересня по 3 жовтня 1988 року як спеціаліст польоту. Екіпаж успішно вивів на орбіту супутник «TDRS-C» і провів одинадцять експериментів, два з яких були запропоновані студентами. Тривалість польоту склала 4 діб 1 годину 1 хвилину.[6]
- Третій політ — STS-36[7], шаттл «Атлантіс». Від 28 лютого до 4 березня 1990 року як спеціаліст польоту. Мета польоту — виведення на орбіту супутника «KH 11-10» на замовлення Міністерства оборони США. Тривалість польоту склала 4 діб 10:00 19 хвилин.[8]
- Четвертий політ — STS-42[9], шаттл «Дискавері». З 22 до 30 січня 1992 року як спеціаліст польоту. Екіпаж шаттла провів 55 основних наукових експериментів у спеціальному модулі, який був сконструйований інженерами та дослідниками з одинадцяти країн. У «Міжнародній лабораторії мікрогравітації-1» проводилися дослідження впливу мікрогравітації на ріст білків і напівпровідникових кристалів, а також проби в галузі матеріалознавства, медицини і біології. Були проведені два військово-прикладні експерименти для міністерства оборони США. Головне завдання цих двох експериментів — вивчення впливу низької гравітації на живі організми і оцінка ймовірності генетичних змін у тривалих пілотованих міжпланетних польотах. Тривалість польоту склала 8 діб 1 годину 16 хвилин.[10]

Загальна тривалість польотів у космос — 20 діб 14 годин 22 хвилини.

## Після польотів
Гілмерс пішов з НАСА в жовтні 1992 року і навчався на медичному факультеті (педіатрія) в приватному Бейлорському Медичному університеті в місті Вейко, штат Техас. Пізніше займався дослідженнями, захистився і обіймає посаду професора факультету внутрішніх захворювань та педіатрії, Центру космічної медицини, очолює Глобальну ініціативу Бейлора у Г'юстоні, штат Техас. Додатково до своїх викладацьких і клінічних обов'язків він віддає багато зусиль дослідженню голоду в світовому вимірі, особливо в країнах, що розвиваються, надаючи консультації і гуманітарну допомогу в країнах, уражених конфліктами та природними лихами, як Ірак, Перу, Шрі-Ланка, Філіппіни, Гаїті та Ліберія.

## Нагороди та премії
Нагороджений: Медаль «За космічний політ» (1985, 1988, 1990 і 1992) і багато інших.